# Lincoln Financial Field
Lincoln Financial Field – stadion futbolowy w Filadelfii, na którym swoje mecze rozgrywa futbolowy zespół ligi NFL Philadelphia Eagles, a także akademicka drużyna futbolowa Temple Owls.
Budowę stadionu rozpoczęto w kwietniu 2001 roku, a na jego otwarcie, które nastąpiło 3 sierpnia 2002, zagrał Manchester United z Barceloną; mecz obejrzało 68 396 widzów. Inauguracja ligi NFL miała miejsce 8 września 2003, gdy Philadelphia Eagles podejmowali Tampa Bay Buccaneers. Obiekt ma pojemność 69 176 miejsc.
Stadion był areną dwóch spotkań ćwierćfinałowych o Złoty Puchar CONCACAF w 2009, a także meczu finałowego tego turnieju w 2015 pomiędzy Meksykiem a Jamajką. Ponadto na Lincoln Financial Field odbyły się mecze w ramach Copa América 2016. W kwietniu 2010 swój pierwszy mecz w Major League Soccer rozegrał zespół Philadelphia Union.
Na stadionie miały miejsce również koncerty, między innymi Bruce’a Springsteena, U2, Taylor Swift, Beyoncé, Guns N’ Roses i Coldplay.